# Syntemna haagvari
Syntemna haagvari är en tvåvingeart som beskrevs av Okland 1995. Syntemna haagvari ingår i släktet Syntemna och familjen svampmyggor.
Artens utbredningsområde är Norge. Inga underarter finns listade i Catalogue of Life.